# Prostitutie in Thailand

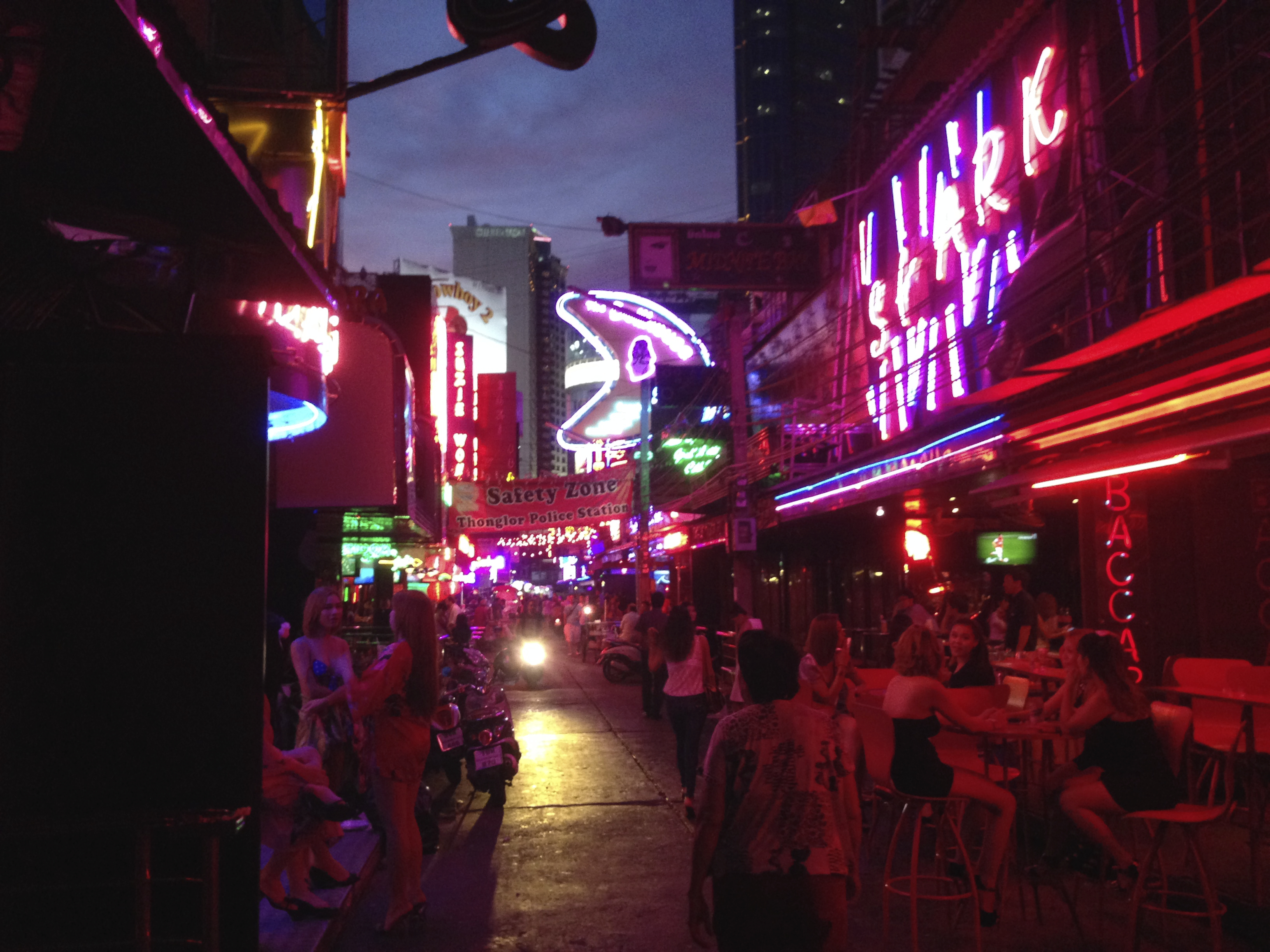
Soi Cowboy, prostitutiewijk in Bangkok

Prostitutie in Thailand is niet illegaal en gedeeltelijk gereguleerd. Prostitutie wordt in het hele land openlijk bedreven. Lokale bestuurders met commerciële belangen in prostitutie zijn geneigd om deze praktijken te beschermen. De precieze omvang van de prostitutie is moeilijk te beschrijven; schattingen variëren enorm en zijn onderwerp van nationale en internationale controverse. Sinds de Vietnamoorlog heeft Thailand internationaal een reputatie gekregen voor sekstoerisme.

## Omvang van de prostitutie
Schattingen van het aantal prostituees variëren enorm en zijn onderwerp van controverse. Een schatting uit 2004 van Dr. Nitet Tinnakul van de Chulalongkorn-universiteit geeft een totaal van 2,8 miljoen prostituees, van wie 2 miljoen vrouwen, 20.000 volwassen mannen en 800.000 minderjarigen, maar de aantallen voor vrouwen en minderjarigen worden door de meeste waarnemers als zwaar overdreven beschouwd, als gevolg van zwakke onderzoeksmethodes. Een andere schatting, gepubliceerd in 2003, noemt de handel rond $4,3 miljard per jaar ofwel rond drie procent van de Thaise economie. Er wordt gesuggereerd dat er bijvoorbeeld in Koh Samui alleen al wel meer dan 10.000 prostituees zijn en dat ten minste 10% van elke toeristendollar besteed wordt aan de sekshandel. Volgens een rapport uit 2001 van de Wereldgezondheidsorganisatie: "De betrouwbaarste schatting is dat er tussen de 150.000 en 200.000 prostituees zijn". Een recent onderzoek van de overheid wees uit dat er tussen 76.000 en 77.000 volwassen prostituees in geregistreerde entertainmenthuizen waren; maar ngo's schatten dat er tussen 200.000 en 300.000 prostituees zijn.
Alhoewel centra als Bangkok (Patpong, Nana Plaza en Soi Cowboy), Pattaya en Phuket (Patong) vaak aangewezen worden als primaire prostitutiegebieden voor toeristen, met Hat Yai en andere Maleisische grenssteden die het grensverkeer bedienen, vindt prostitutie plaats in bijna elke grote stad en provincie in het land.

### Buitenlandse prostituees
In 1996 waren er ten minste 5.000 Russische prostituees in Thailand aan het werk, waarvan velen via netwerken van Russische criminelen arriveerden. Het grootste aantal buitenlandse prostituees in Thailand is echter van Birmese afkomst.

## Wettelijke situatie en geschiedenis
De geschreven geschiedenis van prostitutie in Thailand gaat ten minste zes eeuwen terug, met openlijke en expliciete referenties van de Chinese reiziger Ma Huan (1433) en vervolgens van Europese bezoekers (Van Neck, 1604; Gisbert Heeck, 1655 en anderen). Het is zeker niet een nieuw fenomeen, maar het is verergerd door de Japanse bezetting tijdens de Tweede Wereldoorlog en door het uitgebreide gebruik van Thailand als recuperatiegebied van de Amerikaanse strijdkrachten tijdens de Tweede Oorlog in Indochina (1963-1973)
Prostitutie is illegaal in Thailand sinds 1960, toen een wet onder druk van de Verenigde Naties werd aangenomen. De overheid heeft een controlesysteem in het leven geroepen om mishandeling van prostituees te voorkomen en de verspreiding van seksueel overdraagbare ziektes aan banden te leggen. De wet uit 1960 werd herroepen met de Wet op de preventie en onderdrukking van prostitutie uit 1996.
Thailand heeft een oude, continue, traditie van wetsteksten, over het algemeen beschreven onder de Dhammasattha literatuur, waar prostitutie onder verschillende omstandigheden universeel verboden wordt. Het tijdperk van de traditionele wetsteksten kwam tot een einde aan het begin van de 20e eeuw, maar deze vroege teksten waren betekenisvol met betrekking tot zowel de letter als de geest van de moderne wetgeving.
De huidige wetten verbieden de uitbuiting van prostitutie (m.a.w. pooierschap) en het al te opvallend aanbieden van sexuale diensten tegen betaling. (Wet op de preventie en onderdrukking van prostitutie, B.E. 2539 (1996)). Krachtens deze wet zijn personen die tot seks verlokken "op een open en schaamteloze manier" of die "publieke overlast veroorzaken" bestrafbaar met een boete tot 1.000 baht, terwijl personen die samen een "prostitutiebedrijf" uitbaten strafbaar zijn met een gevangenisstraf tot één maand en/of een boete tot 1.000 baht. "Prostitutie" wordt gedefinieerd als elke handeling die ondernomen wordt om te voldoen aan de seksuele behoeftes van een anders in ruil voor geld of enig andere voordeel. De term "prostitutiebedrijf"wordt duidelijk gedefinieerd in sectie 4 van de wet als elke plek waar prostitutie bedreven wordt. Deze gevallen worden met zwaardere straffen bestraft, tot zes jaar als de prostituee jonger is dan 15 jaar. In gevallen betreffende private gelegenheden wordt de wet gewoonlijk niet uitgevoerd. De wet legt ook zware straffen op voor eigenaars van prostitutiebedrijven: een gevangenisstraf van 3 tot 15 jaar of langer in het geval van minderjarige prostituees. Het Wetboek van Strafrecht heeft ook bepalingen voor hoerenlopen en het gebruik van geld dat met prostitutie verdiend is.
De Wet op de vermaaksplaatsen van 1996 is een van de moderne wetten die massage-instituten, gogobars, karaokebars, badhuizen en vergelijkbare plaatsen reguleert, waarbij zulke etablissementen verplicht zijn om een licentie te verkrijgen om legaal te opereren. De wet staat niet expliciet prostitutie toe, maar staat het toe om "dienstverleners" of "verleners van baddiensten", anders dan reguliere, niet-seksuele, staf, in dienst te hebben.

### Pogingen tot legalisatie
In 2003 overwoog het ministerie van Justitie om prostitutie te legaliseren als een officieel beroep met een zorgverzekering en belastbaar inkomen. Legalisatie en regulering werd voorgesteld om de belastinginkomsten te verhogen, corruptie tegen te gaan en de situatie van prostituees te verbeteren. Echter, uiteindelijk werd er geen actie ondernomen.

## Redenen voor prostitutie

### Sociale denkbeelden
De Thaise samenleving heeft een unieke verzameling van vaak tegenstrijdige seksuele mores. Het bezoek aan een prostituee of een betaalde minnares is niet ongebruikelijk, maar niet noodzakelijkerwijs acceptabel, gedrag van mannen. Vele Thaise vrouwen geloven bijvoorbeeld in het idee dat prostitutie een actieve rol speelt in het voorkomen van verkrachtingen. Onder het Thaise volk bestaat een algemene houding dat prostitutie er altijd al geweest is en altijd zal bestaan, als onderdeel van het sociale weefsel van Thailand.
Volgens een studie uit 1996 wordt de seksuele behoefte van mannen door zowel Thaise mannen als vrouwen gezien als veel sterker dan de behoeftes van vrouwen. Waar vrouwen beter in staat zouden zijn om hun verlangens onder controle te houden, daar wordt de seksuele drift van mannen gezien als "een basale psychologische behoefte of instinct". Ook wordt zowel door Thaise mannen als vrouwen gedacht dat mannen een "incidentele variatie van partners" nodig hebben. Ook al wordt vrouwelijke ontrouw ernstig afgekeurd in de Thaise samenleving en, volgens een enquête uit 1993, ook een seksuele relatie van een vrijgezelle vrouw eveneens door de meerderheid van de bevolking afgekeurd wordt, voor Thaise mannen is het geaccepteerd en bestaat er de verwachting, soms zelfs aangemoedigd, om seks voor het huwelijk, terloopse seks en buitenechtelijke seks met een prostituee te hebben.
Een andere reden die bijdraagt aan de situatie is dat gewone Thai zichzelf zien als tolerant ten opzichte van andere mensen, zeker als die gezien worden als onderdrukt. Deze acceptatie heeft ertoe geleid dat prostitutie tot bloei is gekomen zonder veel van de extreme sociale stigmatisering zoals die in andere landen gevonden wordt. Volgens een studie uit 1996 keuren de meeste mensen in Thailand prostitutie af, maar het leidt niet tot een langdurige of ernstige smet op het leven van een prostituee, in het bijzonder aangezien veel prostituees hun ouders ondersteunen met hun werk. Sommige mannen hebben er geen enkel probleem mee om met een voormalige prostituee te trouwen. Een studie uit 2009 over subjectief welzijn onder prostituees wees uit dat onder de ondervraagden prostitutie normaal gevonden werd.

### Politici en prostitutie
Chuwit Kamolvisit is de eigenaar van meerdere massagehuizen in Bangkok en wordt gezien als de "'godfather van de prostitutie" in Thailand. In 2005 werd hij gekozen voor een termijn van vier jaar in het Thaise parlement, maar in 2006 verwijderde het Constitutioneel Hof hem uit zijn functie. In oktober 2008 stelde hij zich weer verkiesbaar als gouverneur van Bangkok maar hij werd niet gekozen. Hij maakte in 2003 bekend dat sommige van zijn beste klanten hogere politici en leidinggevenden van de politie waren, aan wie hij ook beweerde gedurende een decennium smeergeld betaald te hebben, zodat zijn zakelijke belang, de handel in seks, tot bloei kon komen.
Ook al wordt de sekshandel gericht op buitenlanders gezien als openlijk, de tak die exclusief de Thaise mannen bedient was nog nooit eerder publiekelijk onderzocht, laat staan de seksuele prestaties van Thailands onaantastbare bestuurders.
Steun voor prostitutie is wijdverspreid in politieke kringen, zoals het BBC news berichtte in 2003. "Parlementariërs van de regerende Thai Rak Thai partij wordt het heet onder de voeten van plannen van het partijbestuur om hun te verbieden om minnaressen te hebben of bordelen te bezoeken" ... "Een parlementariër vertelde aan het nieuwsblad Tha Nation dat als de regels afgedwongen zouden worden, de partij nog maar 30 kandidaten over zou houden, in vergelijking tot de meer dan 200 zittende parlementariërs."
De houding ten opzichte van vrouwen werden geïllustreerd door parlementslid Thirachai Sirikhan, die aan The Nation liet weten dat "het hebben van een mia noi (maîtresse) een individueel recht is. Er zou geen enkel probleem moeten zijn, zolang de politicus geen problemen veroorzaakt in zijn familie of in de samenleving.
Zowel politici als politiefunctionarissen hebben prostitutie gesteund en er gebruik van gemaakt. Khun Tavich, een ervaren politicus van 76 jaar, lag in 2005 onder vuur vanwege het zwanger maken van een 14-jarig meisje dat werkte aan de overkant van de straat van het parlement.
Na een politie-inval in enkele bordelen in Bangkok waar politiemannen seks hadden met prostituees, beweerde "waarnemend hoofd van de politie, kolonel Varanvas Karunyathat in verdediging van de politieacties, dat het noodzakelijk was dat de agenten seks hadden met de masseuses om zo bewijs voor de arrestatie te verzamelen". Blijkbaar is dit de standaard werkwijze aangezien een andere politie-eenheid hetzelfde deed in Pattaya in mei 2007.

### Georganiseerde misdaad
Het prostitutiegebied in veel Thaise steden bestaat uit bordelen van Chinese eigenaren, casino's en entertainment aanbieders die zowel dienen als bron van inkomsten en als thuislocatie voor de uitvoering van illegale activiteiten als mensenhandel, drugshandel en afpersing. De Chinese misdaadorganisaties die zich inlaten met mensenhandel worden "Biggen bendes" genoemd door de Thaise politie.

### Religie
In het boek Wegwerpmensen:De nieuwe slavernij in de wereldeconomie van Kevin Bales stelt de schrijver dat in het Thaise boeddhisme vrouwen gezien worden als aangeboren inferieur aan mannen en dat Boeddha zijn volgelingen vertelde dat vrouwen "onzuiver, dierlijk en verdorven" waren." Dit wordt ondersteund door het geloof dat vrouwen niet in staat zijn om verlichting te behalen, wat echter bestreden wordt door andere boeddhistische inscripties zoals de Vinaya Pitaka van het Pali Canon. De huidige dalai lama heeft herhaaldelijk benadrukt dat vrouwen verlichting kunnen behalen en gelijk zijn aan mannen in spirituele zaken, maar deze tak van het boeddhisme wordt niet beoefend in Thailand, waar zich een eigen specifieke verzameling van geloofsrichtingen gevormd heeft. Bales wijst ook op het feit dat tien soorten echtgenotes aangeduid worden in de Vinaya, of regels voor monniken. Binnen deze regels zijn de eerste drie feitelijk vrouwen die betaald kunnen worden voor hun diensten. In hedendaags Thailand heeft zich dit gemanifesteerd als een acceptatie van echtgenotes over prostitutie. Seks met een prostituee wordt door echtgenotes gezien als lege seks, waardoor vrouwen het liever dat hun echtgenoten betekenisloze seks met prostituees hebben dan op zoek gaan naar een nieuwe echtgenote.

## Vormen van prostitutie

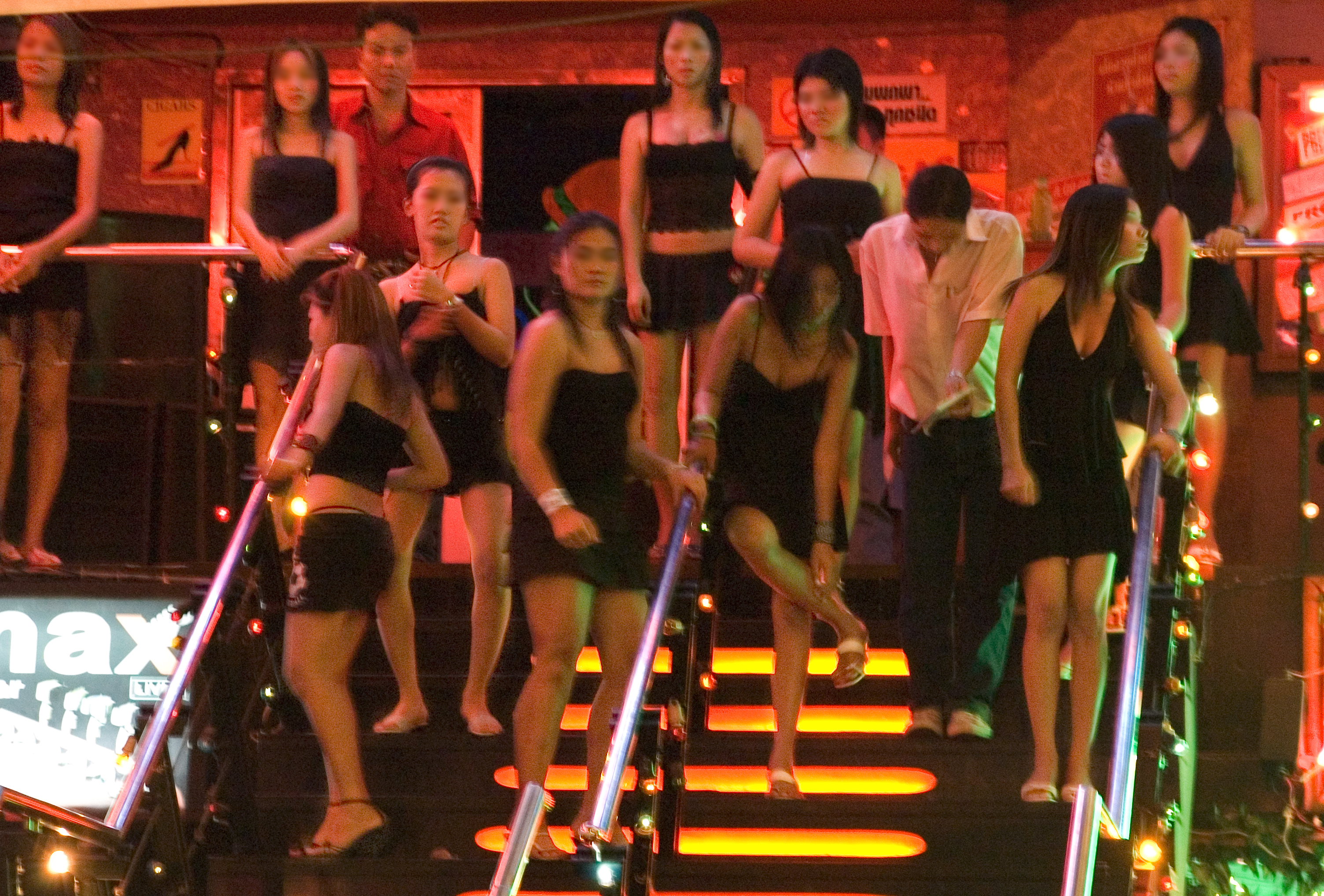
"Bar girls" in afwachting van klanten

Prostitutie in Thailand kan gevonden worden in een aantal plaatsen, inclusief bordelen, massagehuizen, sauna's, hostess bars, discobars, "bierbars" en karaokebars.

### Ab Ob Nuat
Ab Ob Nuat ("Bad en massage" in Thais) bestaat meestal uit ofwel oliemassage, naakte lichaamsmassage of een badbehandeling die seksuele diensten inhoudt. In dit soort etablissementen kunnen mannelijke klanten zich te buiten gaan aan seksuele activiteiten met vrouwelijke prostituees, vergelijkbaar met de Japanse soapland bars.

### Lichaamsmassage
Ook al staat Thailand bekend om een non-seksuele, traditionele vorm van massage, bekend als Nuat Phaen Boran, toch bieden meerdere massagehuizen tegen meerbetaling erotische massage aan hun klanten aan, zoals masturbatie, orale seks en geslachtsgemeenschap. Het verschil tussen deze vorm van massage en Ab Ob Nuat is dat de massagehuizen geen baddiensten aanbieden.

### Bars voor buitenlanders

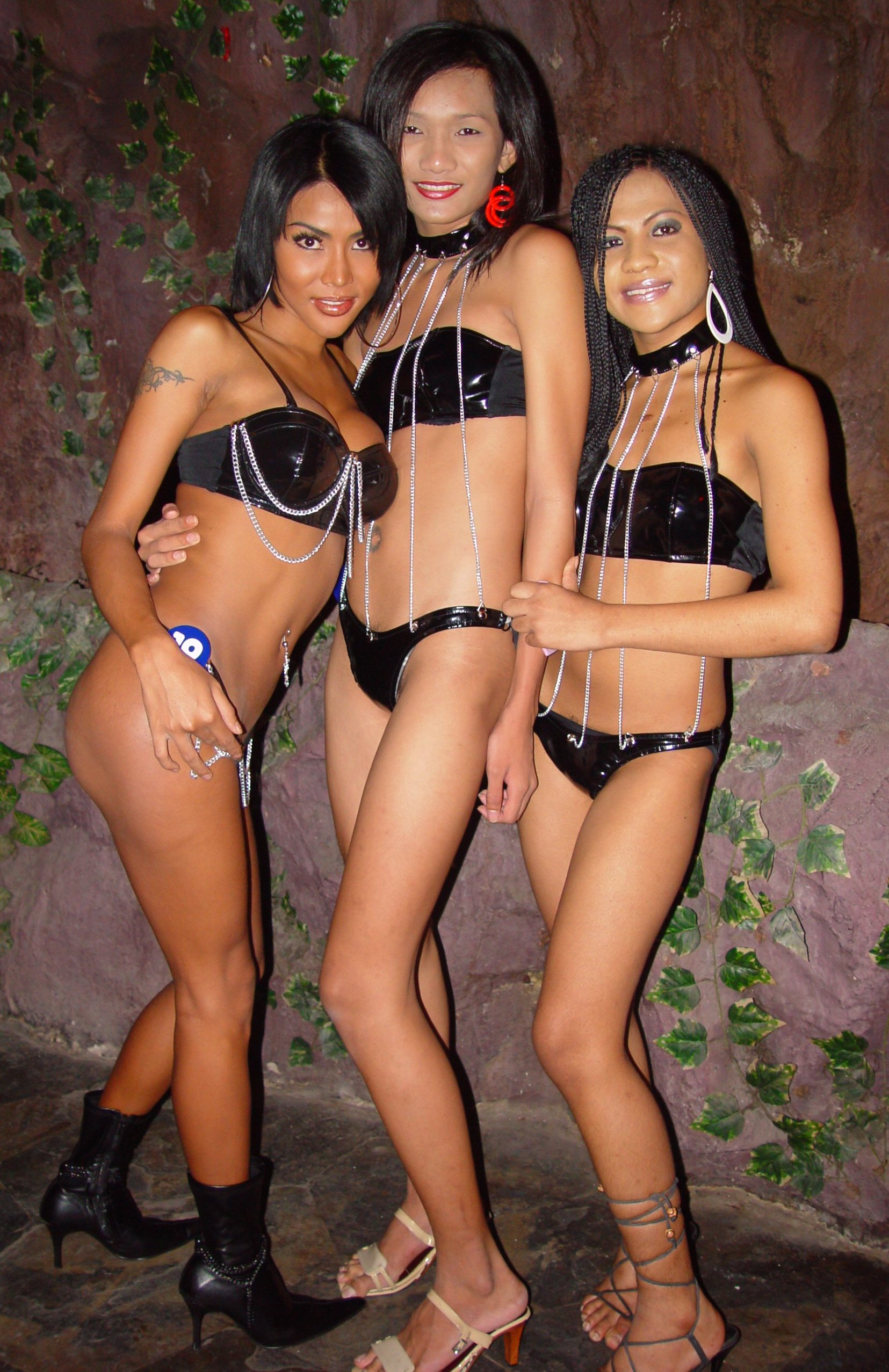
Drie kathoeys, transseksuele prostituees in Thailand

De meestvoorkomende vorm van interactie met Westerlingen is door de verschillende bars. Jonge vrouwen ("bar girls", of mannen in geval van homobars, of transseksuele "kathoeys") zijn in dienst van de bar ofwel als danseres (in het geval van gogobars) of simpelweg als hostess die de klanten aanmoedigt om drankjes te kopen.

## Hiv/aids
532.522 Thai waren in 2008 geïnfecteerd met hiv of leden aan aids. De verspreiding van hiv/aids in Thailand, in het bijzonder onder prostituees, komt vaak onder de aandacht van media en de academische wereld, zo was Thailand gastheer van de XV Internationale AIDS Conferentie in 2000.
Mechai Viravaidya, bekend als "Mr. Condom", voert onafgebroken campagne om het bewustzijn over veilige seks en het gebruik van condooms te bevorderen in Thailand. Hij was minister van Toerisme en Aidspreventie van 1991 tot 1992, en was ook oprichter van de restaurantketen Cabbages and Condoms waar condooms gratis uitgedeeld worden aan klanten.
Na de bekrachtiging van het eerste vijfjarenplan van de Thaise overheid om de hiv/aidsepidemie in het land te bestrijden, inclusief Mechai's "100% condoom programma", was er in 1994 een opmerkelijke stijging van het gebruik van condooms bij commerciële seks. Recentere data zijn echter niet beschikbaar. Het programma leerde prostituees om geslachtsgemeenschap zonder condoom te weigeren en hield statistieken bij van gezondheidszorginstellingen om zo bordelen die onveilige seks toestonden te lokaliseren.
Aan het eind van de jaren 90 werd Thailand geroemd om haar inzet in de strijd tegen hiv/aids, maar een studie uit 2005 liet zien dat het gebrek aan publiek draagvlak geleid had tot een heropleving van de ziekte.

## Prostitutie en misdaad in Thailand

### Kindprostitutie
Het exacte aantal kindprostituees in Thailand is onbekend. Volgens het onderzoeksinstituut "Protection Project" uit de VS lopen de schattingen van het aantal kinderen in de prostitutie in Thailand uiteen van 12.000 tot enkele honderdduizenden. De overheid, universitaire onderzoekers en ngo's schatten dat er tussen de 30.000 en 40.000 prostituees jonger dan 18 jaar zijn, exclusief buitenlanders. Het "Health System Research Institue uit Thailand schat dat kindprostitutie 40% van alle prostituees.
De redenen waarom en hoe kinderen uitgebuit worden in commerciële seks omvatten:
- Armoede: een groot deel van de bevolking leeft in armoede.
- Etnische bergvolkeren: kinderen van deze volkeren leven in de grensregio's van Noord-Thailand. Zij lijden onder disproportionele niveaus van armoede in vergelijking met de overige bevolking en de meesten hebben geen identiteitsbewijzen. Dit betekent dat zij ook geen toegang tot gezondheidszorg of school hebben, wat hun kansen op vervolgopleiding en arbeidskansen vermindert.
- Mensenhandel van kinderen: Veel kinderen worden slachtoffer van mensenhandel uit het buitenland of binnen Thailand via criminele netwerken, kennissen, voormalige slachtoffers van mensenhandel en grenspolitie en immigratieambtenaren die hen naar bordelen in heel Thailand transporteren.
- Verantwoordelijkheidsbesef: Volgens de traditionele gebruiken is het de eerste plicht van een meisje om haar familie te ondersteunen op elke mogelijke manier. Ten gevolge van dit verantwoordelijkheidsbesef en om schulden van de familie af te betalen worden vele meisjes gedwongen om in de prostitutie te werken.

Kinderen worden uitgebuit in prostitutiehuizen en worden ook direct op straat aangesproken door pedofielen op zoek naar seksueel contact. Kindersekstoerisme is een serieus probleem in het land. Thailand, samen met Cambodja, India, Brazilië en Mexico, is aangeduid als een belangrijke hotspot van seksuele uitbuiting van kinderen. Met name pedofielen maken misbruik van de soepele wetten van het land en zoeken daar bescherming tegen vervolging.

### Mensenhandel
Thailand is opgenomen op de lijst van de UNODC als zowel een van de grootste eindbestemmingen voor slachtoffers van mensenhandel als een belangrijke plaats van herkomst van slachtoffers.
Een deel van de prostituees ouder dan 18 jaar, inclusief buitenlanders uit landen uit Azië en Europa, bevinden zich in een situatie van gedwongen seksuele onderdanigheid en zelfs slavernij. Ten gevolge van de behoedzame aard van de Thaise cultuur is het bijzonder moeilijk voor iemand die niet vloeiend Thai spreekt, bijvoorbeeld een autochtone Thai die ook een ervaren onderzoeker is, om enigszins accurate gegevens te bemachtigen. Omdat zeer weinig van dergelijke onderzoekers bereid zijn om zich te verdiepen in deze onderwerpen, blijven de gegevens makkelijk betwistbaar.

## Boeken en documentaires
- Jordan Clark's 2005 documentaire Falang: Behind Bangkok's Smile neemt een kritisch standpunt in over sekstoerisme in Thailand.
- David A. Feingold's 2003 documentaire Trading Women onderzoekt het fenomeen van vrouwen uit omliggende landen die naar Thailand gesmokkeld worden.
- Travels in the Skin Trade: Tourism and the Sex Industry (1996, ISBN 0-7453-1115-6) van Jeremy Seabrook beschrijft de Thaise seksindustrie inclusief interviews met prostituees en klanten.
- Cleo Odzer ontving haar doctoraat in antropologie met een proefschrift over prostitutie in Thailand; haar ervaringen tijdens het drie jaar durende veldonderzoek resulteerde in het boek Patpong Sisters: An American Woman's View of the Bangkok Sex World (ISBN 1-55970-281-8) uit 2008.
- Hello My Big Big Honey!: Love Letters to Bangkok Bar Girls and Their Revealing Interviews van Dave Walker and Richard S. Ehrlich (2000, ISBN 0-86719-473-1) is een compilatie van liefdesbrieven van westerlingen aan Thaise prostituees.